# История Хатико
«История Хатико» (яп. ハチ公物語) — японская драма 1987 года, основанная на реальной истории Хатико — японского пса породы акита-ину, который в течение 9 лет каждый день в одно и то же время приходил на вокзал встречать умершего хозяина.

## Съёмочная группа
| Человек                                         | Роль                    |
| ----------------------------------------------- | ----------------------- |
| Кадзуёси Окуяма                                 | Исполнительный продюсер |
| Тосио Набэсима, Дзюнъити Синдо                  | Продюсер                |
| Mitsui Company Ltd., Shōchiku Eiga, Tokyu Group | Кинокомпании            |
| Кадзухико Фудзивара, Ёсинобу Нисиока            | Художники               |
| Кэнъити Бенитани                                | Запись звука            |
| Тадаоми Мия                                     | Дрессировщик            |

## Сборы
Фильм стал самым кассовым японским фильмом в 1987 году, заработав 2 миллиарда йен дохода от аренды дистрибьюторов и 3,4 миллиарда йен валовых поступлений.

## Ремейк
Американская версия истории под названием «Хатико: Самый верный друг» с Ричардом Гиром, Джоан Аллен и Сарой Рёмер в главных ролях была выпущена в 2009 году.
В 2023 году вышла китайская адаптация истории Хатико под названием «Мой Хатико».